# Partiële drukwaarde
De aanduiding partiële druk op de display van gasmonitors geeft het aandeel van een bepaald gas weer in een mengsel van gassen zoals uitademingslucht.

## Interpretatie
Uitgaande van een meting onder normale omstandigheden zoals op zeeniveau en bij een temperatuur van circa 20°C zal de barometer een stand van 760 mm Hg aanwijzen.
Het ademgas bevat bij uitademing waterdamp met een dampspanning van 47 mm Hg. Dit betekent dat alle overige gassen en dampen een gezamenlijke spanning hebben van 713 mm Hg.
Droge uitademingslucht bestaat uit 14,4% zuurstof, 5,6% koolzuurgas en 80% stikstof. Hieruit kunnen de afzonderlijke partiële drukken worden berekend:
| gas         | percentage van 713 mm Hg | mm Hg | aanduiding |
| ----------- | ------------------------ | ----- | ---------- |
| zuurstof    | 14,4%                    | 103   | pO2        |
| koolzuurgas | 5,6%                     | 40    | pCO2       |
| stikstof    | 80%                      | 570   | pN2        |

Tijdens gasanesthesie wordt meestal 100% zuurstof toegediend of een mengsel van 50% lucht en 50% zuurstof, waardoor het totale aandeel zuurstof kan oplopen naar circa 60%.
Voor de capnometer wordt er echter van uitgegaan dat het standaardmengsel wordt toegediend, het aandeel koolzuurgas zal immers 5,6% blijven.
Vanwege deze toch enigszins afwijkende methode wordt in Europa als eenheid het volume-percentage gehanteerd.
De Amerikanen gebruiken naast de mm Hg ook meer en meer de SI-waarde kPa. Dit geeft dan een uitgelezen waarde op een schaal van 0 tot 100, dus exact overeenkomend met vol%
De exportversies van de meeste Amerikaanse monitors kunnen worden omgeschakeld van partiële druk naar vol%.